# Dwergcymus
De dwergcymus (Cymus claviculus) is een wants uit de onderfamilie Cyminae en uit de familie bodemwantsen (Lygaeidae).
De onderfamilie Cyminae wordt ook weleens gezien als een zelfstandige familie Cymidae in een superfamilie Lygaeoidea. Lygaeidae is conform de indeling van bijvoorbeeld het Nederlands Soortenregister.

## Uiterlijk
Het is een lichte, geelbruine wants. De wants is 2,8 – 3,7 mm lang, waardoor hij de kleinste vertegenwoordiger is van zijn soort in Midden-Europa. Het onderscheid met de drie andere soorten uit dit genus is niet eenvoudig. De dwergcymus kan worden herkend aan de gestippelde (gepuncteerde) band op de voorvleugel langs de zijkant van het schildje (scutellum), met een smalle niet gestippelde strook ertussen. Bij andere soorten is de voorvleugel geheel gestippeld (gepuncteerd).

## Verspreiding en habitat
De soort is wijdverspreid in Europa van de noordelijk deel van het Middellandse Zeegebied tot in midden Scandinavië en verder naar het oosten in Siberië, Klein-Azië en Kaukasus. Hij komt voor in vochtige, open leefgebieden.

## Leefwijze
Deze wantsen leven voornamelijk op planten uit de russenfamilie (Juncaceae). Zoals trekrus (Juncus squarrosus), greppelrus (Juncus bufonius) of platte rus (Juncus compressus). Veel zeldzamer zijn ze op planten uit de cypergrassenfamilie (Cyperaceae), zoals zegge (Carex). De nimfen zuigen op de stengels van de planten. Winterslaap vindt plaats als imago in de droge strooisellaag, onder struikhei (Calluna vulgaris) of onder losse schors op stammen of bij hun voedselplanten.